# トーア
トーア/Toaは玩具メーカー・レゴ社が作るストーリーライン・バイオニクルに登場する架空のヒーロー達である。

## 概要
それぞれのトーアは自然の元素に基づく能力を持ち、付加的な能力を授けるカノイをつけている。他のほとんどのバイオニクルユニバースの生物と同じく、トーアは天然のバイオメカニカルであり、有機物と無機物両方の部品からなっている。
肉体的な特質の他に、それぞれのトーアは特徴的な運命、つまり彼等が果たさねばならない目標を背負っている。ほとんどは正義を支え、敵を殺させないようにする掟を持っており、それに反するともはや『トーア』とみなされなくなる。（実際そのような例も多くある）
トーアは伝統的に異なる属性をもつ6人でチームを作って活動する。かつては典型的なチームは炎、水、空気、石、土、氷で構成されていたが例外もあり、幾人かのトーアは時に単独で活動し、有事において100人程の集団を結成したこともあった。また光や音、磁力、植物の属性を持つトーアの存在も知られている。
初期の幾人かのトーアは最初からトーアとして創られたが、一般的にトーアはマトランが変化した存在である。自らの運命を達成した後、トーアは自らの能力を永久に捨てる選択肢を与えられる場合がある。能力を捨てた後は、ツラガとして生きることになる。
かつては3000ものトーアが存在していたが、現在では50ほどに減ってしまっている。

## 能力と装備
トーアの最も有名な能力は、彼等が体現する属性を自在に操ることができるエレメンタルパワーである。これは無から作り出したり、吸収したり、いかなる形にも操作することができる能力も含んでいる。しかし、これらの行使にはエレメンタルエナジーを消費する必要があり、疲弊した場合能力を再び使えるようになるまで再充填を待たなければならない。
エレメンタルエナジーの他に、再充填不可能なトーアエナジーというエネルギーがある。トーアがツラガになる時に放棄するのはこのエネルギーだが、少量ならば悪影響なしに使うことができる。トーアエナジーの効果は定義は曖昧だが、マトランの中にあるトーアの力（ Toa stonesを参照のこと）を解放し、傷や毒を癒し、昏睡状態から回復させることができるようだ。
それぞれのトーアは付加的な能力を授けるグレートカノイマスクを装備している。トーア・マタは複数のマスクを「トーアスーバ」（神社）に保管しており、様々な能力を目的に応じて切り替えることがあるが、ほとんどのトーアは1つのマスクだけを常に身につけている。
ほとんどのトーアは剣など、武器であるパーソナルツールも装備している。トーアはこれらのツールを生き物を殺すためには使おうとはせず、専らエレメンタルパワーを集中させるために使っている。幾つかのツールは移動に役立つ別のモード（例えばディスクランチャーはジェットパックに、ブレイドはアイススケートとして着用される）で使われることがある。
トーア・ヌーヴァやトーア・ハガーなどの一部のチームは身体に組み込まれているものに加えて金属光沢をもつ鎧を着用している。少なくともハガーの場合では、これはエリートのステータスを示すものである。

### トーア・カイタ
3人のトーアはトーア・カイタと呼ばれる単一の存在へと融合できる。トーア・カイタはそれぞれが持つエレメントとマスクの力を融合させている。しかし、3人の人格を同調させるのは精神を酷使するため、長時間融合し続けることはできない。
これまでにトーア・マタだけがトーア・カイタになることが確認されており、彼等がトーア・ヌーヴァになったときもこの能力を保っていたが、ミスティカになってからは不明。トーア・メトロはトーア・カイタになる素質を持ってはいるが、実際にできるのかは不明であり、トーア・ホーディカも同様である。彼等はおそらくそのような融合に必要となる精神的な焦点を持っていない。トーア・ハガーがこれまでにトーア・カイタになったのかは不明で、トーア・イニカが最終的に融合するのかどうかも不明である。
トーアは3人以上あるいは2人の集団でも融合できる。シリーズライターのグレッグ・ファーシュティによると6人のトーアの融合はトーア・ヌイと呼ばれ、その力はマタ・ヌイにも匹敵すると言う。しかし、現時点では単なる学説であり、トーアはトーア・ヌイの存在すらも知らない。実際にトーア・ヌイに融合したトーアは存在しない。

## トーアチーム
トーア・マタ / Toa Mata
タフー、ガーリ、レーバ、オワツ、オヌー、コパカはグレートスピリット・マタ・ヌイを終わりなき眠りから目覚めさせる運命を背負った6人のトーアである。彼等は9万年前に力を授けられ、世界初のトーアとなった（しかし、彼等よりかなり昔からトーアは存在している）。マタ・ヌイ島の闇の支配者であるマクータと対決するために送り込まれた。
- 当初は正式なチームがなく、その時代に唯一知られているヒーローとして『the Toa』と呼ばれていた。ファンは後に「トーア・オルダ」や「トーア・マタ」というニックネームをつけ、「トーア・マタ」は現在公式な名称となっている。

トーア・メトロ / Toa Metru
ワカマ、ノカマ、マタウ、オネワ、ウェヌア、ヌジュは千年前はメトロ・ヌイのマトランであった。街のただ一人の守護者トーア・リカーンは6人のマトランにトーアストーンを与え、彼等をグレート・テンプルへ送り込みトーア・メトロへと変化させた。
トーア・ハガー / Toa Haga
ノリック、ガーキ、イルイニ、プークス、ボモンガ、クアルスはトーアチームのエリートである。
かつてはブラザーフッド・オブ・マクータにボディガードとして使えていたが、ブラザーフッドが悪に染まりつつあることを知り反旗を翻した。しかし、彼等はその後すぐに捕われてしまい、ルーダカによってラハガに変異させられてしまう。メトロ・ヌイのマトランを救おうとするトーア・ホーディカに協力して戦いを勝利に導いた。
その後、彼らはルーダカによって元のトーアの姿に戻る事ができた。
トーア・イニカ / Toa Inika
ジャラー、ハーリ、コング、ハウキー、ヌパル、マトロの新たなトーアチームはグレートスピリット・マタヌイの命を救うという義務を背負っている。そのため、マタ・ヌイを救うことのできる唯一のカノイ、命のマスク・イグニカの捜索に向かう。

## その他のトーア

### マタ・ヌイ島のトーア
タカヌーヴァ / Takanuva
声 - 宮野真守
- カノイ：光のグレートカノイ「アボーキー」

マタ・ヌイ島の伝説に伝わる第七のトーアで、光のトーア。自らの宿命を悟ったタクアが、アボーキーを身に付けトーアとなった姿。
マクータと戦い、その戦闘中にマクータは死んだように思われた。光の杖をふるい、光のマスク・アボーキーは他者に知識と平和をもたらすことができる。
トーア・ヌーヴァが新たな任務でマタ・ヌイ島を離れた際には、メトロ・ヌイから1人でマタ・ヌイ島を守った。
タクタヌーヴァ / Takutanuva
タカヌーヴァとマクータが一体化した姿。

### メトロ・ヌイのトーア
リカーン / Lhikan
- カノイ：守りのグレートカノイ「グレートハウ」

炎のトーア。トーア・メトロが現れるまでにメトロ・ヌイに残る最後のトーアであった。
カノイドラゴンを倒す任務を帯び、メトロ・ヌイを旅する11人のトーアチームの一員である。彼のツールは一組のファイアグレートソードで組み合わせてグライダーボード、あるいはラージシールドにすることができる。
ジャラーはリカーンの古いハウを最近まで身につけており、ツラガ・ワカマは「Lhii the lava surfer」という嘘の話をし、メトロ・ヌイの存在を明かさずにリカーンの記憶に敬意を払った。
ニディーキ / Nidhiki
- カノイ：ステルスのグレートカノイ「ヴォリタック」

大気のトーア。リカーンのトーアチームの一員だったが、ダークハンターとの戦いで仲間を裏切って追放された後、自らもダークハンターとなる。

### マーリ・ヌイのトーア
レソヴィック / Lesovikk
- カノイ：ラヒの能力をコピーするグレートカノイ「ファクソン」

大気のトーアで、最初のトーアチームの唯一の生き残りである。
ザイグラックとの最後の戦いで、彼の一瞬の躊躇が他のメンバー全ての命を奪うことになった。彼は故郷に戻たが、その村のツラガは狂人と化し、彼の親友であるサルダ/SardaやイドリスIdrisを含む全てのマトランを船で運んでカルザーニ/Karzahniの領土に乗り込んだことを知った。友人を救うことに失敗し（彼等が既にヴォヤヌイに送られたことに気付かずに）トーアという称号に値しないと感じたレソヴィックは世界を彷徨っている。
彼は現在、ザ・ピットにおり、そこの水によって変異を遂げ、サルダとの再会を果たした。しかし、カルザーニは自分の邪魔になると予想されるものを排除することを決め、ピットに到着すると同時にレソヴィックに攻撃を仕掛ける。
また、彼の海中用ビークルはコルダックブラスターが搭載されている。

### カーダ・ヌイのトーア
トーア・イグニカ / Toa Ignika
- カノイ：生命のグレートカノイ「イグニカ」

カノイであるイグニカに命が宿り、トーアとなった姿。
（カノイだった）自らの力を使用し、使命を全うして死亡したマトロの遺志を受け継ぎ、トーア・ファントカの協力者となる。
その後、テリダックスによってマタ・ヌイの魂は封じ込められ、自身もバラ・マグナに飛ばされてしまう。しかし、死んだワケではない模様。

### その他
クラクア / Krakua
- カノイ：テレパシーのグレートカノイ「スレツ」

未来における音波のトーアで神秘の島の要塞の孤高の防衛者である。
敵の思考を読んで先手をとっている。クラクアは音波、あるいは音響の力を持っており、剣を使って衝撃波を起こし、山々を粉々にすることができる。
ヴァヒの探索している時間にクラクアは未来からトーア・ワカマと交信することができた。そして、彼が未来を救うためにそれを自ら破壊すること、そして自分はこれからワカマに訪れる危機と未来のトーア（トーア・イニカ）に何も手助けができないことを伝えた。
現在、クラクアの地位は不明である。恐らくクラクアはまだトーアではなく、まだこの世に産まれていない可能性もある。
もしも、クラクアが現在マトランであるならばヴォヤ・ヌイやマーリ・ヌイ以外の場所に住んでいるだろう。だが、メトロ・ヌイには音波のマトランは住んでいなかったため、そこで生きていくことは不可能である。
ジョーバン / Jovan
- カノイ：飛行のグレートカノイ「カディン」

磁力のトーアで、トーア・イニカ以前にイグニカの元に辿り着いた唯一のトーアチームのリーダー。
プロトタイプのサモラ・ランチャー、マグネティック・ボルト・ランチャーを装備している。
彼等はマタ・ヌイを癒すために（その後起きる出来事に対処しきれないと分かっていたが）その力を使った。ジョーバンはその後、ヴァルマイ山（イグニカが隠されている場所）付近に住むマトラン達のツラガとなった。しかし、彼は大陸の一部が砕け、ヴォヤ・ヌイ島になる際、グレート・カタクリズムに巻き込まれ死亡した。
一番はじめのトーアは水のトーアであった。彼女の名は失われて久しいが、Artakhaで創られ、メトロ・ヌイの発見に何らかの役割を果たしたと言われている。
ツラガ・デュームはかつて火のトーアであったが、彼のチームはおろか、彼自身のことも多くは語られていない。（デュームは現在高いレベルの再生のマスク・キリルを身につけているため、トーア時代にも身につけていた可能性はある）。
トーア・リカーンやトーア・ニディーキのチーム『トーア・マンガイ』はメトロ・ヌイにつながる全てのゲートを封鎖する任務の際、ダークハンターのエリミネイターによって大多数が殺害されたということ以外はまず知られていない。
その際、速さのマスク・カカマがゲートの1つで発見されており、メンバーの一人の持ち物だったことを示唆している。
4人は氷のトーアであり、Tuyetに加えてただ一人の水のトーアが存在していた。クロニクラーのコダンは彼等と同行中に行方不明になっており、同じ運命をたどったことを示している。
Tuyetは故郷の島からヌイ・ストーンと呼ばれる強力なアーティファクトを持ってきた水のトーアだったが、ダークハンター達はその石も欲しがった。
ハンター達を遠ざけるために、彼女は、あろうことか3人のマトランを殺害し、リカーンとニディーキにハンター達に濡れ衣を着せ、彼等はは責任を取るべきだと訴えた。
その後、彼女の嘘が露見し、彼女は自らの力をヌイストーンで増幅させ、その力を暴走させたが結局は打ち倒された。
オーダー・オブ・マタ・ヌイは彼女をその後すぐにザ・ピットに閉じ込め、彼女は最終的にグレート・カタクリズムで死亡した。彼女は非実体のマスクを身につけていた。
リカーンがまだ若かった頃、彼はフロステルスに設計された要塞を守護する多くのトーア達と共にいた。
この要塞は、ブラザーフッドの秘密が記された石「マコキ」が保管されていた。
しかし、ここのトーア達がブラザーフッドに不信感を抱いている間、リカーンは石の重要性を知らず、ブラザーフッドにも不信感を抱いてはいなかった。
彼等の中には、植物を武器として扱う者が一人、他の二人は棍棒と殻竿状の武器を用いた。
その二人（後にピラカとなる）は唯一の生存者であるリカーンを残した要塞への最後の突入の前日、石を盗み出した。
ニディーキを初め、他のトーア達はダークハンターに寝返ったとして知られている。
現在、被害者意識を持っていた大気のトーアは「スピナー」というコードネームのダークハンターとなっている。
また、「サヴェージ」と呼ばれるダークハンターは、野生の本能に飲み込まれてしまったトーア・ホーディカであった。
そして、火のトーアと大地のトーアは彼らの上で融合のスピナーを回させ、彼等は融合した。
この存在は現在、「プロトタイプ」と言う名で知られている。
この他にもダークハンターの犠牲者として語られたトーアがいる。
- 相手は無重力での戦闘の経験を持たない重力のトーアをラリスカは空中浮遊のディスクで殺した。[14]
- ザクタンは一度、プラズマのトーアを殺している。正確な死因は不明だが、幾つかの鎧の破片や真っ二つに割れたマスクや血の池が広がっていた。また、その死に様を見たアヴァックは「コイツと同じような死に方は勘弁してほしい」といった旨の発言もしている。[15]
- アヴァックとハカーンの最後の任務に反対した音波のトーア（クラクアではない）についてハカーンは「Sort of a Toa of Silence now, isn't he? Dead silence.」（アイツは大人しいトーアだ、死んだら何もしゃべれないからな）とを語った。[16]
- ハカーンとヴェゾックが新兵として募集された7000年前にシャドウ・ワンは彼の公式謁見室でトーアを罠にかけて捕らえた。[17]
- チャージャーの斧は、未知の属性のトーアから奪ったもので、エレメントエネルギーを吸収、爆発させる能力がある。"[18]

## 偽トーア

### シャドウトーア/Shadow Toa
トーア・マタ達がねぐらにいるマクータに会いにいった時、彼らは彼の取り巻きの一団が自分たち自身であることに驚いた。マクータはトーアたちの内なる闇を取り出し、肉体を与えていたのである。彼らシャドウトーアはオリジナルの能力を備えており、似たような体を持ちながらもほとんど黒に近い体色になっている。それぞれのトーアは自らの影と向かい合ったが、戦いは互角であった。トーア・マタはチームとして戦い、相手を変えることでやっと勝利を収めた。バイオニクル・エンサイクロペディアによるとトーアは闇が自分たちの一部であることを認めることでシャドウトーアを倒し、自分たちの体に再吸収した。

### "Prophesied" トーア・メトロ
リカーンが新たなトーア・メトロに選ばれた時、マクータは自分の有利に働くことを期待していたが、マタ・ヌイはこれを完全に見抜いたため、『彼』の選択がトーアになるということを確かなものとし、彼と彼のチームは6人のマトランがグレートカノカディスクを見つけ、トーア・メトロ（ヌーリ, ビゾラ, オカム, アークモウ, タフティー, イエリ）になるであろうという偽りの予言を作り出した。マクータはこの予言によって納得させられ、リカーンにより意志の強い別の6人のマトラン（ワカマ、ノカマ、マタウ、オネワ、ウェヌア、ヌジュ）を選ばせた。それはマタ・ヌイがかねてからトーアに適任だと思っていた者達だった。
後にルーダカはこれらの予言をトーアを混乱させるために使い、彼らが選ばれたことが間違いであったと信じ込ませた。
カノイ・ヴァヒを探索する中で、ワカマはヴァヒがリカーンが実際にヌーリやビゾラ等がトーア・メトロになるように選ばれたという過去に影響を与えたと思ったが、それはマクータによって作られた精巧な幻であった。幻の中で、トーア・メトロはより厳しい掟を課せられ、エナジャイズド・プロトデルミス/energized protodermisを使った他のマトランをトーアにさせないようにする実験さえも禁止されていた。

## トリビア
トーアのフィギュア玩具の身長は様々だが、ストーリーラインでのトーアは大体7.2フィートほど(約2.19m)である。
マトランからトーアになる際はそのマトランのトーアに対するイメージが具現化される。
そのため、トーア・メトロはリカーンをベースとした姿になった。
タカヌーヴァがトーア・ヌーヴァに似た姿になった理由も同じである。